# شارون يوهانسن
شارون يوهانسن هي عارضة وممثلة نرويجية، ولدت في 11 أكتوبر 1948 في النرويج.

## وصلات خارجية
- شارون يوهانسن على موقع IMDb (الإنجليزية)